# L'Œil de la justice
L’Œil de la justice (In the Blink of an Eye) est un téléfilm américain réalisé par Micki Dickoff et diffusé le 24 mars 1996.

## Synopsis
Micki Dickoff apprend que sa plus vieille amie est en prison pour un meurtre qu'elle n'a pas commis...

## Fiche technique
- Titre original : In the Blink of an Eye
- Réalisation : Micki Dickoff
- Scénario : Rama Laurie Stagner, Dan Witt
- Durée : 90 minutes
- Pays :  États-Unis

## Distribution
- Veronica Hamel : Micki Dickoff
- Mimi Rogers : Sonia Jacobs
- Carlos Gómez : Jose Quinon
- Jeffrey Dean Morgan : Jessie Taffereaux
- Brian Markinson : Satz
- Mary Mara : Christie
- Judith-Marie Bergan : La mère de Jessie
- Denise Richards : Tina Jacobs
- Keith Brunsmann : Walter Rhodes
- Polly Bergen : Murial Dickoff
- Paul Abbott : Jeremy
- Anika Burt : Dorothy
- Charles Dougherty : Andy Benton
- Burt Edwards : Leon
- Michael Flynn : Tom Montrose